# Винтерхејвен (Калифорнија)
Винтерхејвен (енгл. Winterhaven) насељено је место без административног статуса у америчкој савезној држави Калифорнија.

## Демографија
По попису из 2010. године број становника је 394, што је 135 (-25,5%) становника мање него 2000. године.
| Група             | 2000.       | 2010.       |
| Белци             | 175 (33,1%) | 84 (21,3%)  |
| Афроамериканци    | 16 (3,0%)   | 4 (1,0%)    |
| Азијати           | 2 (0,4%)    | 1 (0,3%)    |
| Хиспаноамериканци | 298 (56,3%) | 261 (66,2%) |
| Укупно            | 529         | 394         |